# Hurnie (przystanek kolejowy)
Hurnie (ukr. Гірне, ros. Гирне) – przystanek kolejowy w pobliżu miejscowości Hurnie, w rejonie stryjskim, w obwodzie lwowskim, na Ukrainie.